# Anammoxosome
En cytologie, un anammoxosome est un organite bactérien caractéristique de bactéries chimioautotrophes anaérobies dites anammox telles que Ca. Brocadia anammoxidans, dont ils constituent l'essentiel du volume. Ces bactéries particulières, appartenant au phylum des planctomycètes, ont un diamètre n'excédant pas 1 μm, et réalisent l'oxydation anaérobie du cation ammonium NH4+ en diazote N2 avec l'anion nitrite NO2− comme accepteur d'électrons et l'hydrazine N2H4 et l'hydroxylamine NH2OH comme intermédiaires.
La toxicité de ces composés est sans doute à l'origine de la présence d'acides gras particuliers de type ladderane — acide pentacycloanammoxique — dans la membrane délimitant l'anammoxosome, afin de prévenir la diffusion de ces toxiques dans le cytosol.
L'anammoxosome contient les enzymes impliquées dans les réactions d'anammox, mais pourrait ne pas se limiter à cette seule fonction. Il contient des structures tubulaires qui semblent le maintenir sous forme d'une masse compacte, ces structures tubulaires ayant parfois été observées formant des réseaux organisés ; il pourrait s'agit d'un cytosquelette intervenant dans la division de ces bactéries. Le fait que l'ADN du nucléoïde soit fréquemment lié à cet organite suggère que la ségrégation des chromosomes lors de la division cellulaire puisse directement impliquer l'anammoxosome lui-même.